# Planet Analysis and Small Transit Investigation Software
PASTIS
Pour les articles homonymes, voir Pastis (homonymie).
Le Planet Analysis and Small Transit Investigation Software (en abrégé PASTIS ; en français « Logiciel d'analyse planétaire et de recherche de petits transits ») est un logiciel informatique développé par des astrophysiciens du Laboratoire d'astrophysique de Marseille, de l'Observatoire astronomique de l'Université de Genève et du Centre d'astrophysique de l'Université de Porto et destiné à la recherche d'exoplanètes.

## Motivation et objectif
Un nombre important de petits candidats au titre de planètes détectés par les chasseurs de transits CoRoT et Kepler produisent un effet dynamique trop faible sur leur étoile pour qu'il puisse être détecté par la méthode des vitesses radiales avec les instruments actuels. Afin d'être certains de la nature planétaire de ces candidats, le concept de « validation de planètes » (planet validation en anglais) a été avancé. Le principe de cette technique est de comparer la probabilité de l'hypothèse planétaire à celle de toutes les hypothèses alternatives raisonnablement concevables, appelées « faux positifs ». Un candidat est alors considéré comme validé en tant que planète si la probabilité de l'hypothèse planétaire est suffisamment supérieure à la somme des probabilités de l'ensemble des autres hypothèses.
Le but de PASTIS est de comparer de façon rigoureuse les hypothèses en jeu dans le problème de la validation de planètes et d'exploiter entièrement les informations disponibles dans les courbes de lumière des objets candidats. PASTIS modélise de façon auto-consistante les courbes de lumière de transits et des observations de suivi.

## Performances
Le logiciel est orienté objet, ce qui lui offre une grande flexibilité pour définir les scénarios à comparer. En analysant de fausses courbes de lumière correspondant à des transits de planètes et à des faux positifs avec une distribution d'erreur obtenue à partir d'une courbe de lumière de Kepler, les chercheurs ont obtenu que le logiciel soutient la bonne hypothèse lorsque le signal est suffisant (rapport signal sur bruit supérieur à 50 dans le cas planétaire) et ne permet pas de conclure sinon. Le satellite PLATO devrait permettre d'obtenir des transits ayant un rapport signal sur bruit suffisant, mais en ce qui concerne la grande majorité des candidats de Kepler et CoRoT, des mesures supplémentaires ou une forte confiance en les priors des hypothèses sont nécessaires.